# الاستبداد القيصري
الاستبداد القيصري، أو القيصرية، هو شكل من أشكال الملكية المطلقة المتمركزة في دوقية موسكو الكبرى والدول التي خلفتها مثل روسيا القيصرية والإمبراطورية الروسية. امتلك القيصر بموجبه سلطة وثروة تفوقان قوة الملوك الدستوريين موازنة بالسلطة التشريعية، وامتلكوا أيضًا سلطة دينية أكبر من الملوك الغربيين. نشأت المؤسسة في عهد إيفان الثالث (1462-1505)، وأُلغيَت بعد الثورة الروسية في عام 1917.

## التاريخ
بنى إيفان الثالث (الذي حكم منذ 1462 حتى 1505) المؤسسة على التقاليد البيزنطية، ووضع الأسس للاستبداد القيصري الذي حكم روسيا لعدة قرون مع بعض التغييرات. تطور الحكم المطلق في روسيا تدريجيًا خلال القرنين السابع عشر والثامن عشر، ليحل محل استبداد دوقية موسكو الكبرى.
انتُخِب ميخايل رومانوف، أول ملك من سلالة رومانوف 1613-1645))، لتولّي العرش من قبل زيمسكي سوبور (مجلس زيمسكي) بعد فترة زمن المِحَن الفوضوية (1598-1613). كانت هذه المجالس تُعقّد سنويًا في عهد ميخايل عندما كانت سلالة رومانوف ما تزال ضعيفة. عززت سلالة رومانوف السلطة المطلقة في روسيا في عهد بطرس الأكبر (1682-1725)، الذي قلل من سلطة النبلاء وعزز السلطة المركزية للقيصر، وأنشأ نظامًا بيروقراطيًا مدنيًا معتمدًا على جدول الرتب، ومفتوحًا نظريًا لجميع طبقات المجتمع، وذلك بدلًا من نظام المكانة الاجتماعية القائمة على النبلاء فقط، والذي ألغاه فيودر الثالث في عام 1682 بناءً على طلب نخبة رجال البويار. عزز بطرس الأول أيضًا سيطرة الدولة على الكنيسة الأرثوذكسية الروسية.
أثارت إصلاحات بطرس سلسلة من الانقلابات داخل القصر التي سعت إلى استعادة سلطة النبلاء. كان لا بدّ من وضع حد لهذه الانقلابات، فأصدرت كاترين العظيمة، التي يُنظر إلى عهدها (1762-1796) غالبًا على أنه ذروة الحكم المطلق في روسيا، في عام 1785 ميثاق النبلاء، الذي يؤكد قانونيًا على الحقوق والامتيازات التي اكتسبوها في السنوات السابقة، وميثاق المدن الذي أنشأ الحكم الذاتي البلدي. أدى هذا إلى استرضاء الطبقات القوية في المجتمع، ولكنه ترك السلطة الحقيقية في أيدي بيروقراطية الدولة. أنشأ ألكسندر الأول (1801-1825) نتيجة لذلك مجلس الدولة كهيئة تشريعية استشارية. أنشأ ألكسندر الثاني (1855-1881) نظامًا للحكم الذاتي المحلي المنتخب (زيمتوف) ونظامًا قضائيًا مستقلًا، ولكن روسيا لم يكن لديها أي مجلس نيابي على المستوى الوطني (مجلس الدوما) أو دستور حتى ثورة عام 1905. أُلغي هذا النظام بعد الثورة الروسية في عام 1917.

## السمات
كان القيصر نفسه، الذي يجسد السلطة العليا، محور الاستبداد القيصري، وتمتع بالسلطة الكاملة على الدولة وشعبها. تعهّد القيصر بتفويض السلطة للأشخاص والمؤسسات التي تعمل بناءً على أوامره، وضمن حدود قوانينه، من أجل الصالح العام لكل روسيا. اعتُبِر القيصر مجازيًا بمثابة أب، وكان جميع رعاياه أبناءه. ظهر هذا المجاز في كتب التعليم الأرثوذكسية، ويُذكَر في العبارة الروسية الشائعة «القيصر، الأب العزيز». جمعت الإمبراطورية الروسية بين الملكية والسلطة العليا في القضايا الدينية، وذلك على عكس حركة فصل الكنيسة عن الدولة في ممالك أوروبا الغربية.
هناك سمة أخرى رئيسية تتعلق بالميراثية، فكانت حصة القيصر في الدولة من أراضي ومؤسسات وما إلى ذلك أكبر مما امتلكه الملوك الغربيين.
حظي الاستبداد القيصري بالعديد من المؤيدين داخل روسيا، ومن أبرز المدافعين والمنظرين الروس عن الاستبداد الكاتب فيودور دوستويفسكي، وميخايل كاتكوف، وقسطنطين أكساكوف، ونيكولاي كرامزين، وقسطنطين بوبيدونوستسيف وبيوتر سيميونوف، الذين جادلوا جميعًا بأن روسيا القوية والمزدهرة تحتاج إلى قيصر قوي، وأن فلسفات الجمهورية والديمقراطية الليبرالية كانت غريبة عنها.

## التأثيرات
يرى بعض المؤرخين أن تقاليد الاستبداد القيصري مسؤولة جزئيًا عن تمهيد الأرضية للشمولية في الاتحاد السوفيتي. يرون أيضًا أن تقاليد الاستبداد والميراثية هي المهيمنة على الثقافة السياسية في روسيا لعدة قرون؛ فعلى سبيل المثال، يوصَف المؤرخ ستيفن وايت بأنه المدافع «الأكثر ثباتًا» عن فكرة أن تميز التراث السياسي الروسي لا ينفصل عن هويته العرقية. يظهر وايت بوجهة نظر تقول إن الاستبداد هو العامل الحاسم في تاريخ السياسة الروسية. كتب أيضًا أن الثقافة السياسية الروسية «متجذرة في التجربة التاريخية لقرون من الاستبداد المطلق».
واجهت هذه الآراء تحديات من مؤرخين آخرين مثل نيكولاي أن. بيترو ومارتن ماليا (كما أشار هوفمان). يُعتبر ريتشارد بايبس أيضًا مؤرخًا مؤثرًا بين غير المتخصصين ممن يؤمنون بتميز التاريخ الروسي والنظام السياسي، فواصف استبداد النظام السياسي في موسكوفي بأنه «ميراثي»، ورأى أيضًا استقرار الاتحاد السوفيتي في حقيقة قبول الروس بشرعية هذه المنظمة الميراثية.
أشار بعض المؤرخين إلى أفكار عنصرية في المفهوم، فربط محللو الحرب الباردة الأميركيون مثلًا، ومن ضمنهم جورج كينان، الحكم الاستبدادي للحكومة السوفييتية بتأثيرات التتار خلال تاريخها، وغالبًا ما أكدت السير الذاتية للقادة الروس على أصولهم الآسيوية المحتملة. أكد هؤلاء المؤرخين أيضًا أن التأثيرات الآسيوية جعلت الروس، إلى جانب الصينيين، غير جديرين بالثقة.

## انتقاد مفهوم الاستبداد القيصري
انتقد المؤرخون من خلفيات مختلفة مفهوم الاستبداد القيصري بأشكاله المتعددة. تراوح نقدهم بين التسميات المتباينة المختلفة للنموذج، التي تُعد غامضة للغاية، ومضامينه التاريخية (فمن المستحيل اعتبار روسيا متشابهة على مدار القرون المختلفة)، بالإضافة إلى محتواه (فيُطرَح السؤال حول مدى اختلاف الاستبداد الروسي أو «القيصري» عن الاستبداد «العادي» أو عن الاستبداد الأوروبي المطلق).
أما فيما يتعلق بجوهر نموذج الاستبداد، فأثارت معادلة ربط نموذج الاستبداد هذا وأصوله المفترضة في الحكم المغولي، بالإضافة إلى ظهوره المفترض في موسكوفي في العصور الوسطى، جدلًا واسعًا. كان الباحثون السوفييت الماركسيون مهتمين مثلًا بالاستبداد قبل الثورة، ورأوا في طبقة النبلاء البويار والبيروقراطية ركائزه الأساسية، فادعى سيرجي إم. ترويتسكي أن الملوك الروس كانوا يسيطرون على طبقة النبلاء التي تحول من فيها إلى خدمة الدولة. يقول ترويتسكي إن الاستبداد في روسيا كان هو نفسه في أي مكان آخر. أدى ذلك إلى موقف صعب داخل الماركسية لأن الاستبداد يدور حول المؤسسات والقوانين، التي كانت في الأساس أقل أهمية من القاعدة الاجتماعية والاقتصادية للمجتمع، وهذا يثير التساؤل حول كيف يمكن أن يكون الاستبداد متماثلًا إذا كانت الظروف الاجتماعية والاقتصادية في روسيا تختلف عن نظيرتها في أي مكان آخر.
اقترح الباحث السوفييتي ألكسندر أن. تشيستوفونوف، انطلاقًا من فكرة التوفيق بين الطبيعة غير الاجتماعية والاقتصادية للاستبداد والنظرية الماركسية، تجميع الملكية الروسية مع النظامين البروسي والنمساوي، لتشكيل مزيج متميز من الاستبداد الأوروبي الغربي و«الاستبداد الشرقي». رأى تشيستوفونوف أن أي عناصر استبدادية أو مطلقة موجودة بالفعل في روسيا ليست فريدة ولا تستحق تصنيف روسيا الحصري.
ركز المؤرخ السوفييتي بيتر إيه. زايونتشكوفسكي وطالبته لاريسا زاخاروفا، في صراعهما مع المفاهيم الماركسية، على أهمية القناعات السياسية للمسؤولين والبيروقراطيين الروس في تفسير عملية صنع القرار السياسي في القرن التاسع عشر. تناول الاثنان المفاهيم (الماركسية) الشائعة للاستبداد الروسي من خلال إظهار أن الدولة لم تكن وحدة موحدة وقوية (وتقودها الطبقة المهيمنة اقتصاديًا). درس زايونتشكوفسكي وزاخاروفا النبلاء والبيروقراطية، كما فعل ترويتسكي، فرسما صورة مختلفة لمكانة القيصر. كشفا أيضًا عن الترابط بين الملك والنبلاء في ممارسة الحكم، وذلك بالتزامن مع علماء غربيين مثل روبرت كرومي.
حاول المؤرخون خارج روسيا والاتحاد السوفيتي، ومن ضمنهم هانز يواكيم تورك، مواجهة فكرة الدولة الاستبدادية القوية من خلال الإشارة إلى الاعتماد المتبادل بين النخب الخدمية والدولة (وصاغ مصطلح «المجتمع المشروط بالدولة»). يعترف تورك بأن القياصرة لم يُقَيَدوا بأي شكل من أشكال الدستور، ولكنه يؤكد مثلًا على القيود المفروضة على الأخلاق المسيحية وعادات البلاط. دافعت ما تسمى «المدرسة الأمريكية» في الثمانينيات والتسعينيات من القرن الماضي عن الدور المهم الذي تلعبه شبكات النخبة وسلطتها في المحكمة. تخطى إدوارد كينان ذلك في مقالته الشهيرة عن الثقافة السياسية لسكان موسكوفي؛ مدعيًا أن القيصر كان مجرد دمية في أيدي البويار الذين كانوا يمسكون بزمام السلطة الحقيقية خلف الكواليس.
يعتبر كل من ديفيد رانسيل وبول بوشكوفيتش أن تصوير العلاقات بين القيصر والنبلاء كما يفعل كينان مبالغ فيه، لأنه لا يستوعب تعقيداتها. يجادل بوشكوفيتش بأن الافتقار النظري للقيود على سلطة القيصر لا علاقة له بالموضوع، ويدعي بدلًا من ذلك أن «السؤال الحاسم» هو أين تكمن السلطة الحقيقية. يرى أيضًا بأنه لا يمكن إظهار ذلك إلا من خلال السرد السياسي للأحداث. وضع بوشكوفيتش ميزان القوى بين القيصر، والبويار الأفراد، والمفضلين لدى القيصر في مركز صنع القرار السياسي، فوجد أن قوة القيصر النسبية كانت تتقلب حسب كل ملك، وأن طبقة النبلاء كانت موحدة تقريبًا؛ إذ كان ميزان القوى يتغير مع كل قيصر ومع صعود البويار، وفي تغير متكرر في حالة بطرس الأول.
حذر تشارلز جيه. هالبرين من وجهات النظر التي تدعي بسهولة هيمنة القيصر والدولة على السياسة أو المجتمع. يؤكد هالبرين، على الرغم من الاعتراف بالاختلافات المؤسسية بين ممالك موسكو وأوروبا الغربية، على أن هذه الاختلافات لا ينبغي اعتبارها مطلقة، فهو يرى أن ممارسة الحكم، وهي مسألة تعامل إنساني، أهم من النظرية والتجريد.